# Trécon

Trécon este o comună în departamentul Marne, Franța. În 2009 avea o populație de 82 de locuitori.